# Гагин, Иван Сергеевич
Ива́н Серге́евич Га́гин (13 [24] октября 1767 (по другим данным — 1771), Касимов — 1 [13] октября 1844, Касимов) — русский провинциальный архитектор, историк, археолог, механик, изобретатель и топограф.

## Биография

### Семья и ранние годы

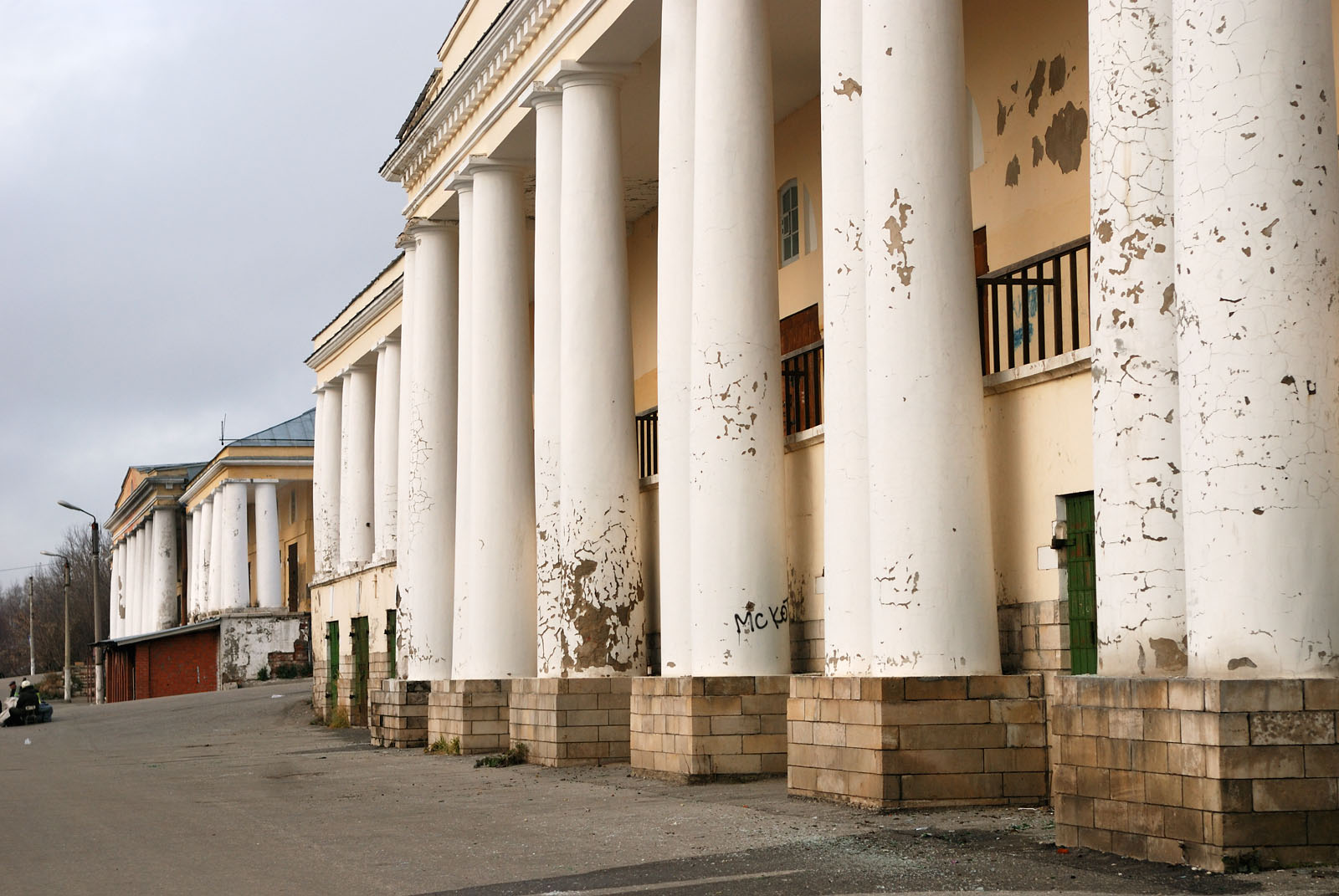
Торговые ряды, Соборная площадь (1830-е годы)

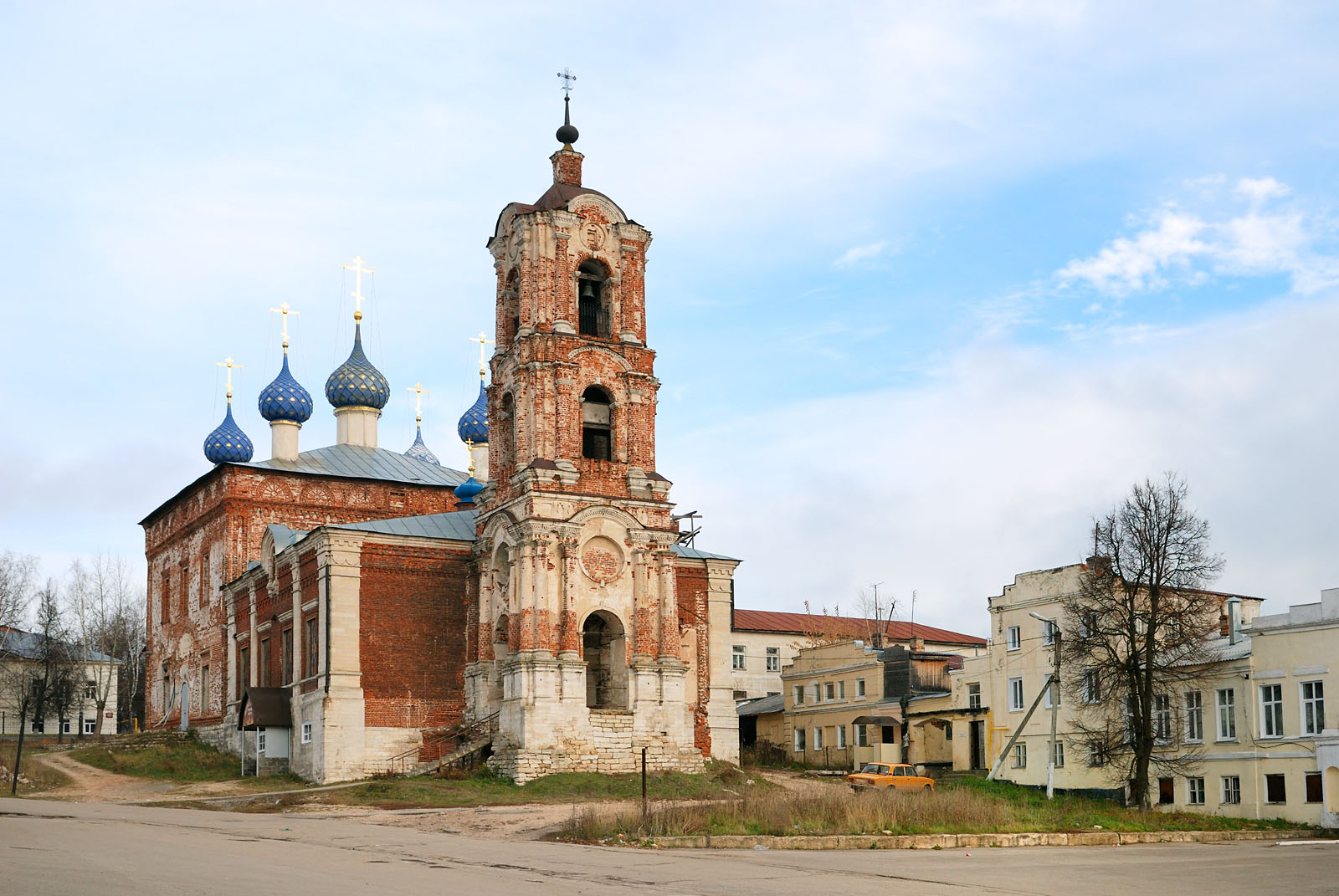
Успенская церковь. Гагиным были сделаны крыльца в ампирном стиле (1830-е годы)

Иван Сергеевич Гагин родился 13 октября 1767 года в городе Касимове в потомственной купеческой семье мещанина, занимавшейся продажей мёда.
В 1794 году Гагин обвенчался с дочерью чиновника городского магистрата Анной Яковлевой. Став самостоятельным купцом, он служил у питейных откупщиков. Унаследовав небольшое состояние своих родителей, Иван Сергеевич решил обратить полученный капитал в дело — производство фаянсовой посуды. Не рассчитав свои силы и не имея опыта предпринимательской деятельности, купец разорился.

### Карьера
К 1810-м годам Гагин начинает заниматься архитектурным проектированием, обследовать и зарисовывать археологические памятники касимовской округи и татарские древности, сохранившиеся в городе и его окрестностях. Одновременно он работает над историей родного города. В 1816 году Гагин поступает на службу землемером.
В 1820-х годах Гагин активно занимается проектированием как общественных зданий, так и домов для касимовцев — дворян, купцов, мещан, ямщиков. В 1823—1825 годах он разрабатывает свой главный реализованный проект — торговые ряды на Соборной площади Касимова. После пожара, уничтожившего в 1828 году центральную часть города, Иван Сергеевич работает по заказам частных застройщиков. Кроме выполнения проектных работ Гагин много трудится как чертёжник, составляя фиксационные и обмерные чертежи различных построек, подлежащих ремонту или перестройке.
В 1837 году архитектор через К. И. Арсеньева представляет цесаревичу Александру Николаевичу статистическое описание города, за что получает Высочайшую награду: «перстень из кабинета его величества». Благодаря этому Гагин становится известным и за пределами Рязанской губернии: его знают в столичных, в том числе придворных кругах; он общается и состоит в переписке с историками К. И. Арсеньевым, М. П. Погодиным, Н. А. Полевым и другими.

### Смерть
Иван Сергеевич Гагин скончался 1 октября 1844 года в возрасте 76 лет. После смерти его бумагами и заметками пользовались такие учёные, как С. Д. Яхонтов, К. И. Арсеньев, М. П. Погодин и др.

## Чертежи и проекты

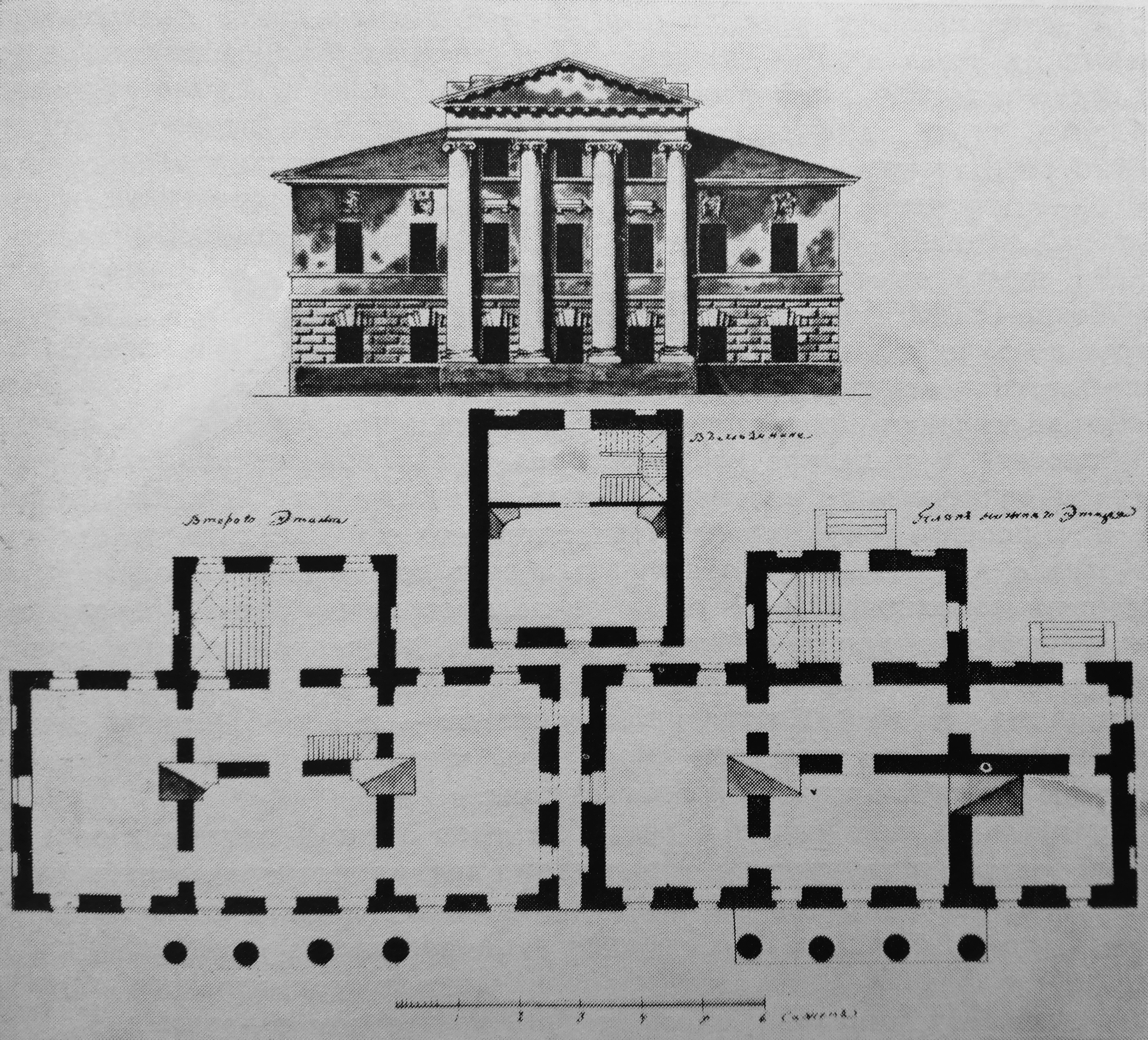
Проект здания Касимовской семинарии на Соборной площади
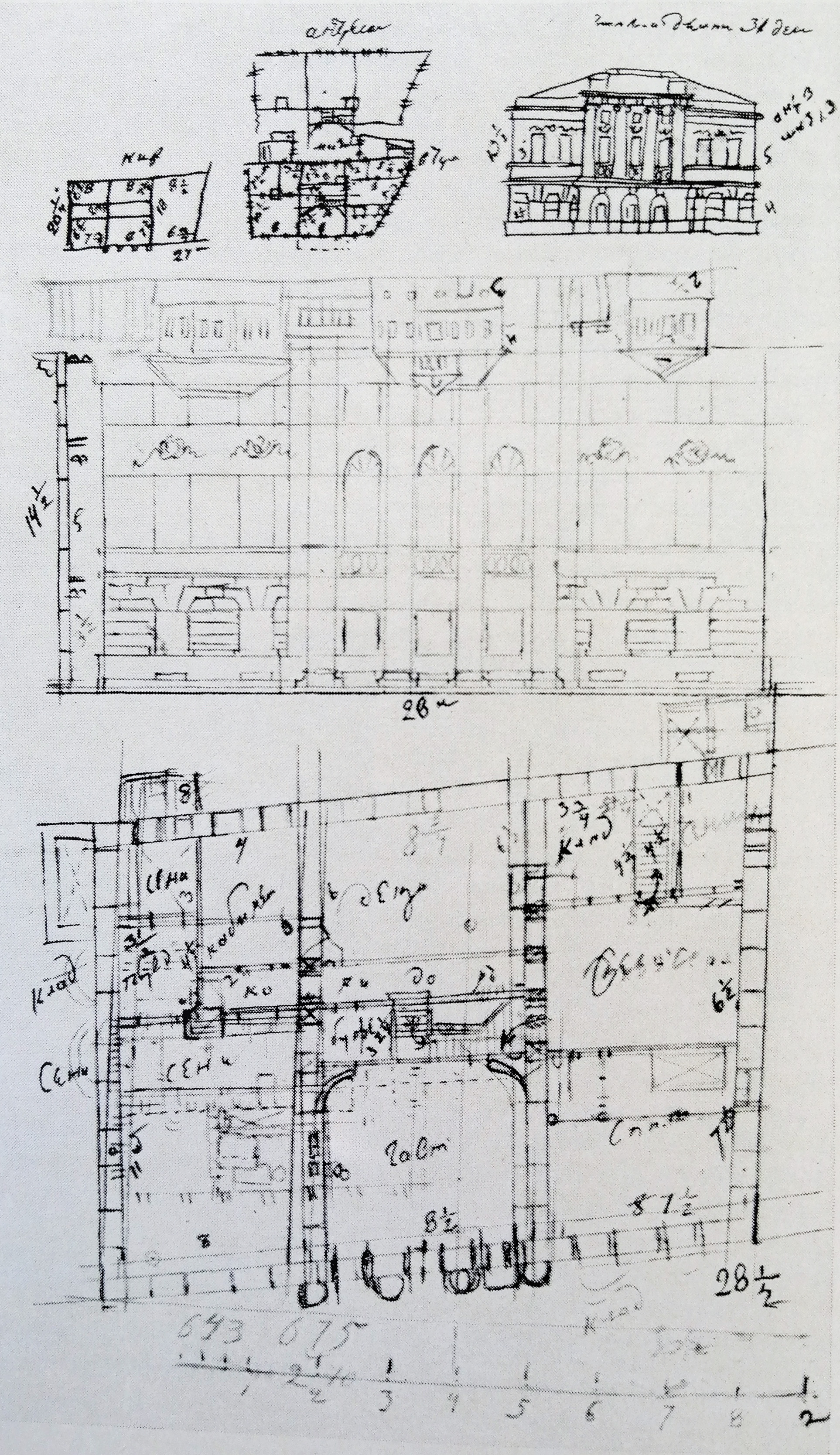
Проект усадьбы С. М. Кастрова
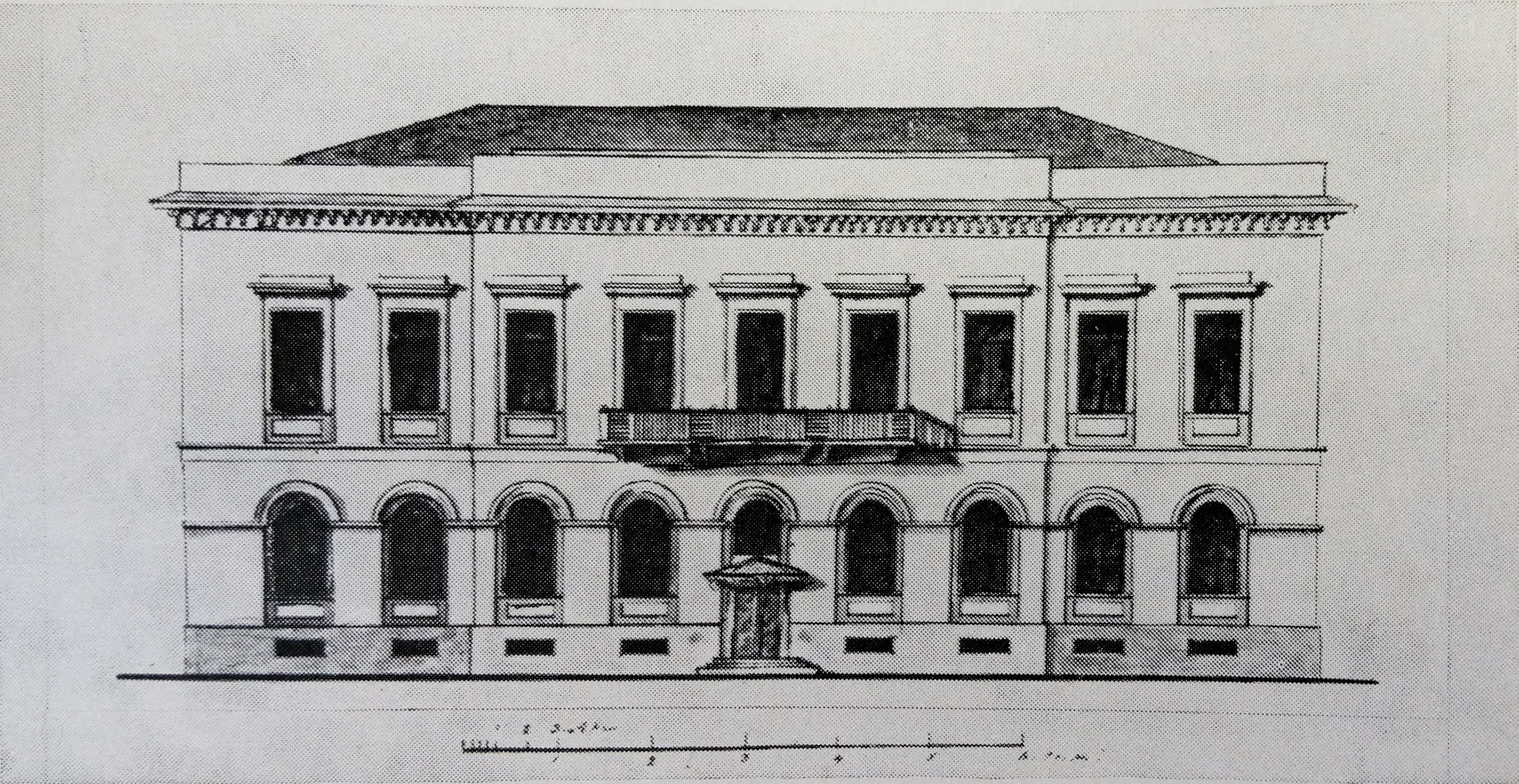
1-й вариант фасада дома М. А. Якунчикова
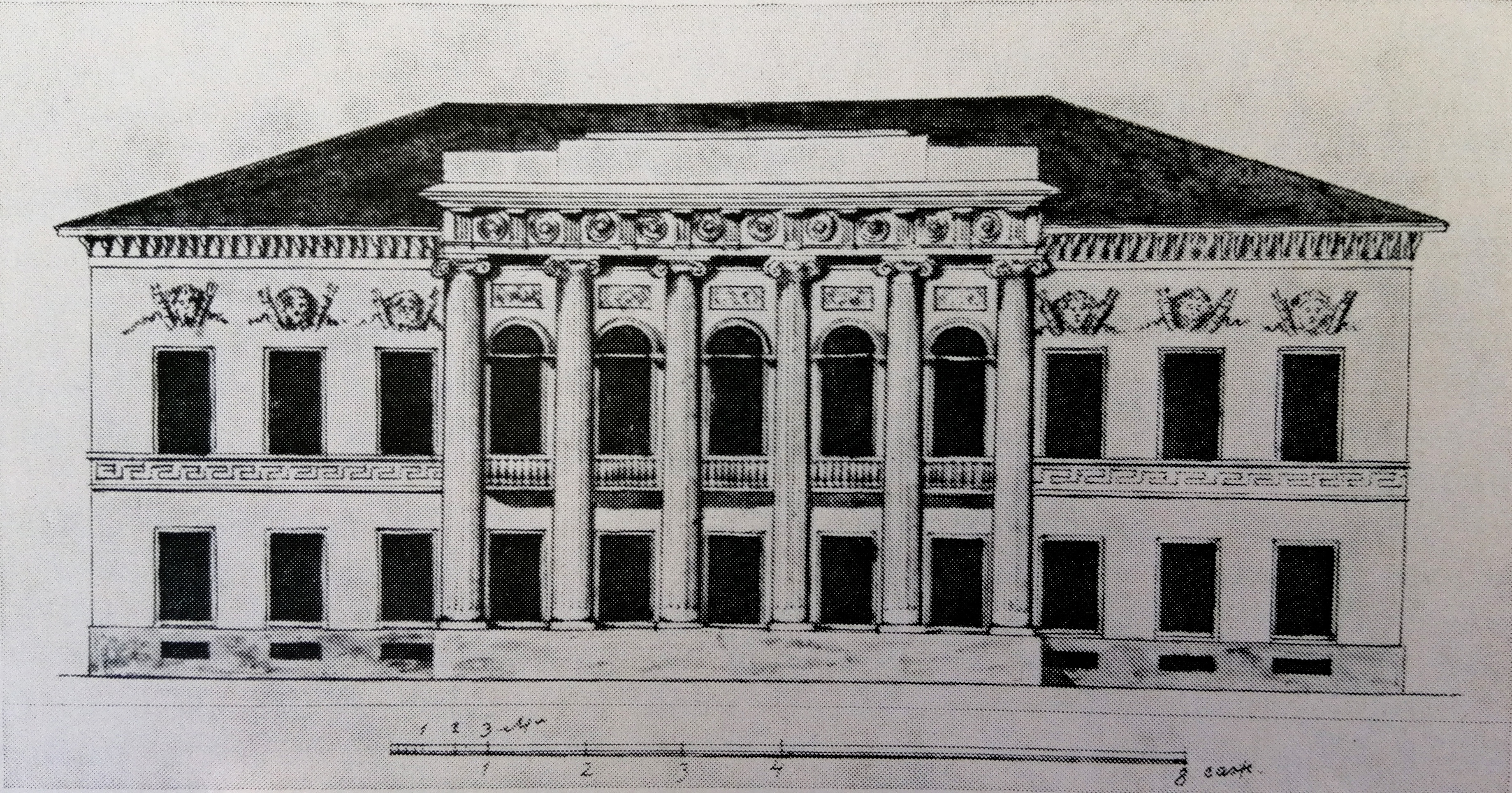
2-й вариант фасада дома М. А. Якунчикова
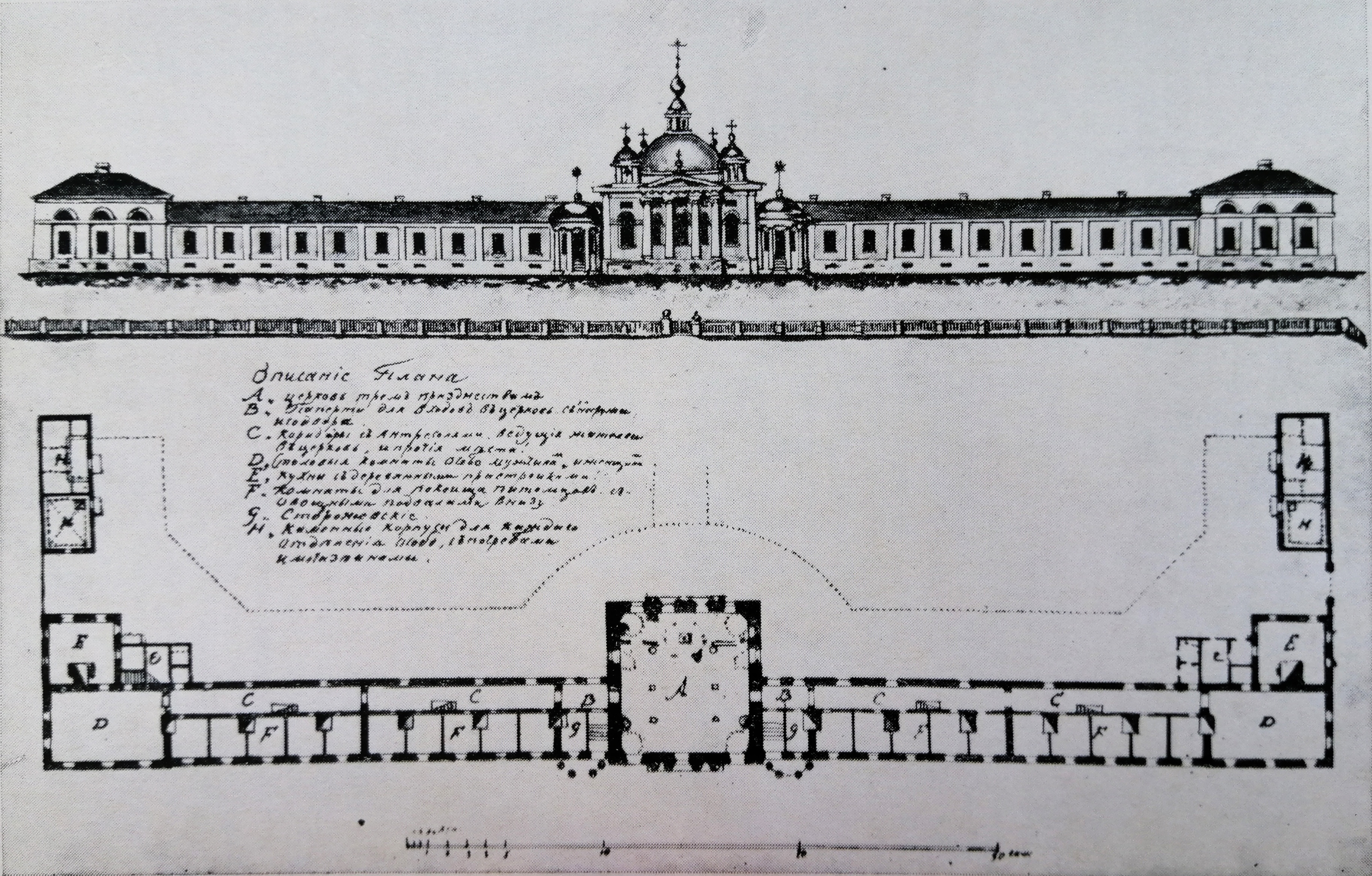
1-й вариант проекта здания богадельни
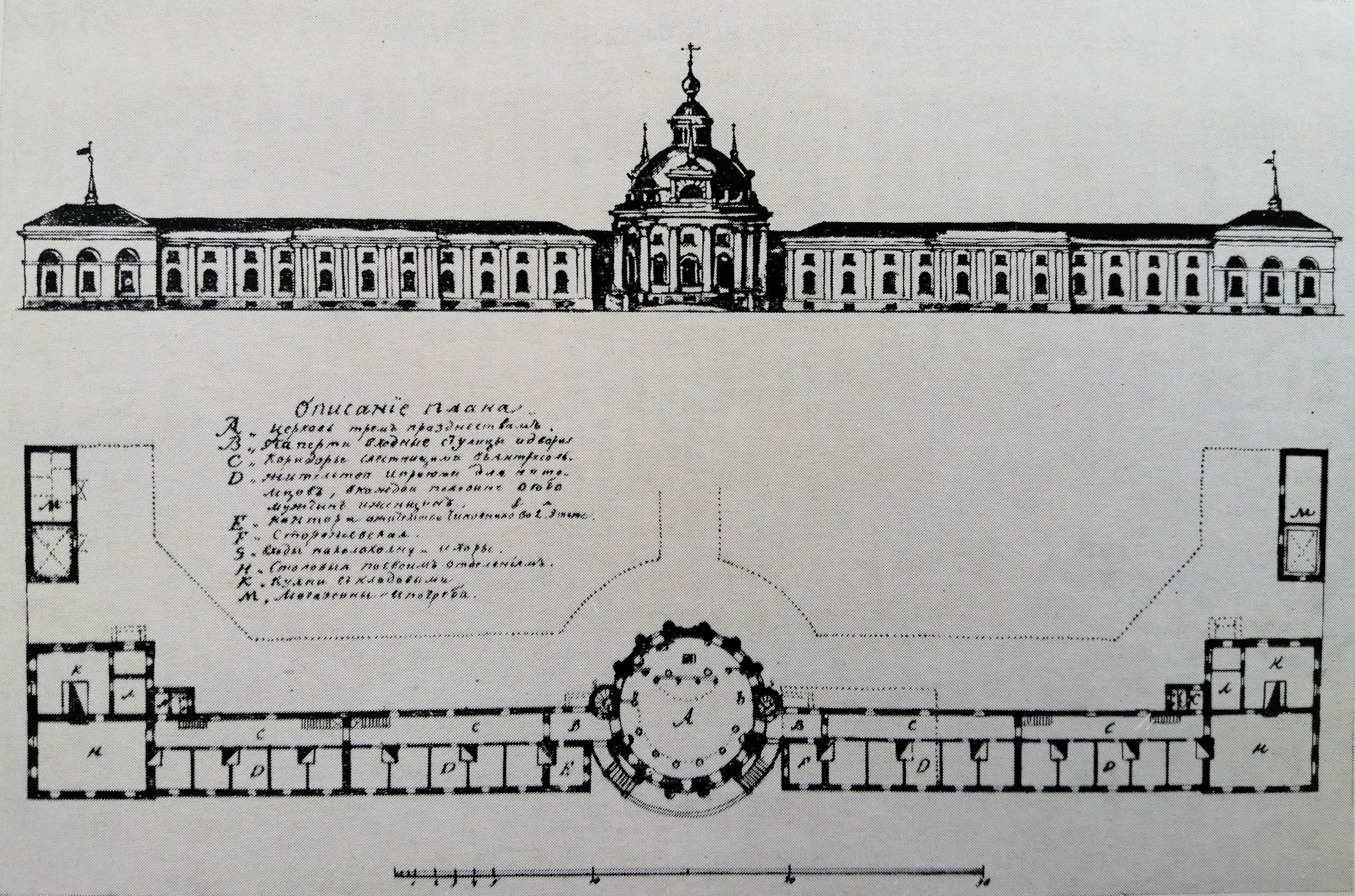
2-й вариант проекта здания богадельни